# Dalibor Janda
Dalibor Janda, rodným jménem Václav Janda (* 21. března 1953 Drahotuše u Hranic), je český zpěvák pop music, textař a hudební skladatel, který největší popularity dosáhl v 80. letech 20. století, když se v letech 1986–1988 stal Zlatým slavíkem třikrát v řadě. Mezi jeho hity patří „Hurikán“ nebo „Kde jsi?“.

## Životopis
V mládí se živil jako dělník ve firmě Sigma Pumpy Hranice, kde vyráběl čerpadla. Pět let pracoval na letištním úklidu, kde připravoval letištní dráhu a vyvážel odpadky.
Na české hudební scéně se objevil koncem 70. let a jeho popularita velmi rychle stoupala. Rodné jméno měl Václav, jako Dalibor (což je jméno, kterým byl křtěn v kostele) začal vystupovat v roce 1980 a na počátku 80. let si křestní jméno nechal změnit i úředně. Jeho první hit „Jahodový koktejl“ vyšel v roce 1983.
Dalibor Janda je ženatý. S manželkou Jiřinou má dceru Jiřinu Annu (* 1988), jeho syn Dalibor (4. září 1981 – 17. ledna 2003) ve svých jedenadvaceti letech v roce 2003 spáchal sebevraždu skokem z pražského Nuselského mostu.
V lednu 2021 měl Dalibor Janda těžký srdeční infarkt a byl hospitalizován v nemocnici.

## Ocenění
- Zlatá deska za prodej alb
- Platinová deska za prodej alb[6]
- Zlatá Děčínská kotva[7]
- Bratislavská lyra[8]
- 1986 – Zlatý slavík
- 1987 – Zlatý slavík
- 1988 – Zlatý slavík

## Hity (výběr)
- „Kde jsi?“ (Dalibor Janda / Jan Krůta)
- „Hurikán“ (Dalibor Janda / Jan Krůta)
- „Padá hvězda“ (Dalibor Janda / Jan Krůta)
- „Vchází bez vyzvání“ (Karel Svoboda / Jan Krůta) – ústřední píseň TV seriálu Druhý dech
- „Hráli jsme kličkovanou“ (Dalibor Janda / Jan Krůta)
- „Žít jako kaskadér“ (Dalibor Janda / Jan Krůta)
- „Oheň, voda, vítr“ (Ladislav Štaidl / Jan Krůta)
- „Tisíckrát krásnější“ (Dalibor Janda / Jan Krůta)

## Diskografie
- 1985/86 Hurikán – Dalibor Janda & Prototyp – Supraphon 1986–1113 4073 H, LP – Zlatá deska (reedice na MC a CD – 1999 Hurikán Records)
- 1987 Kde jsi – Dalibor Janda & Prototyp – Supraphon – Zlatá deska (reedice na MC a CD – 2002 Hurikán Records)
- 1988 10 prstů pro život – Supraphon 11 0066–1, LP – Zlatá deska
- 1989 Take them to mars – Supraphon, LP
- 1990 Jen ty samotná a já – Supraphon, LP
- 1991 Povídání s písničkami
- 1992 Co se má stát, to se stane- Zlatá deska
- 1993 Zlatý výběr – Hurikán Records, MC, CD – Zlatá a Platinová deska
- 1994 V lásce nejsou mapy – Hurikán Records, CD
- 1995 Harmonie zvěrokruhu – Zlatá deska
- 1996 Krásně šílená
- 1998 18 hitů o lásce – MC, CD – Zlatá deska (reedice 2002 Hurikán Records – 18 největších hitů o lásce, MC EAN 8 594025 400362, CD 8 594025 400355)
- 2000 Ty jsi můj benzín – Hurikán Records, MC, CD 8 594025 400270,
- 2001 Hurikán koktejl
- 2003 Roky jako motýli – Hurikán Records, MC, CD 8594025400416, (vyšla i kniha)
- 2006 Jeden den – Monitor EMI, CD – Zlatá deska 0 94637 68802 1,
- 2007 Páté poschodí – Monitor EMI, CD – Zlatá deska 50999 5 14970 2 6,
- 2009 Hvězdné duety – Monitor EMI, CD 509994 5 8872 2 2,
- 2009 Dalibor Janda 55 – Prototyp a hosté – Lucerna 2008 – Taurus, DVD 8 594160 580011
- 2011 Já se přiznám – Hurikán Records, CD limitovaná edice
- 2011 Já se přiznám – Monitor EMI, CD 5099908 2 7122 8
- 2016 Někde v zemi nad Zemí - Hurikán Records, CD
- 2018 Velký flám - Supraphone, CD
- 2021 Moment - Hurikán Records, CD, LP

### Kompilace
- Nejhezčí dárek/Nejhezčí dárek – Supraphon 11433 148, SP – 50 zpěváků (zpěváci uvedeny v článku: Jiří Zmožek)
- 1986 Nejhezčí dárek – Jiří Zmožek (2) – Supraphon 1113 4368 H, LP

## Film
- 1986 Bloudění orientačního běžce, zpěv[9]
- 1986 Bylo nás šest, zpěv
- 1988 Druhý dech, zpěv písně Vchází bez vyzvání v závěreční znělce, hudba: Karel Svoboda, text písně: Jan Krůta[10]